# Arnar Már Arngrímsson
Arnar Már Arngrímsson, född 1972, är en isländsk barnboksförfattare.
Arnar Már Arngrímsson växte upp i Akureyri. Han har studerat isländsk litteratur vid Islands universitet och tysk litteratur vid Universitetet i Köln. Han har varit fiskare och översättare samt arbetat i äldreomsorgen och som högstadielärare i Akureyri.
Han nominerades till Nordiska rådets pris för barn- och ungdomslitteratur 2016 för sin debutbok från 2015, Sölvasaga unglings ("sagan om den unge Sölvi", på svenska Noll koll).
Han fick Nordiska rådets pris för barn- och ungdomslitteratur 2016 för sin debutbok.